# Seer Green
Seer Green est une paroisse civile et un village du Buckinghamshire, en Angleterre. Situé dans les Chiltern Hills, à 1,8 miles (2,9 km) direction est-nord-est de Beaconsfield et à 1,8 miles (2,9 km) direction sud-ouest de Chalfont-Saint-Giles.